# Graphostroma platystoma
Graphostroma platystoma är en svampart som först beskrevs av Ludwig David von Schweinitz, och fick sitt nu gällande namn av Piroz. 1974. Graphostroma platystoma ingår i släktet Graphostroma och familjen Graphostromataceae.   Inga underarter finns listade i Catalogue of Life.